# André Henry (cyclisme)
Pour les articles homonymes, voir André Henry et Henry.
André Henry, né le 2 juillet 1865 à Xhendelesse et mort en 1er octobre 1910, est un cycliste belge. Il remporta la première édition de Paris-Bruxelles.

## Biographie
Ouvrier maçon verviétois devenu cycliste, André-J. Henry gagna la première édition de Paris-Bruxelles. Cette édition fondatrice était une épreuve de 407 km réservée aux amateurs. Âgé de 28 ans, André Henry, dit André, avait parcouru la distance en 19 heures et 37 minutes. Cette victoire fut relayée avec beaucoup de lyrisme dans la presse et dans toute la Belgique. Le succès eut un tel écho que Léopold II fit mander André Henry lequel fut acclamé par la foule sur le parcours. Il fut aussi reçu triomphalement à Verviers. Ces réceptions officielles associées à de multiples ovations publiques eurent des effets ô combien négatifs sur cet homme de condition modeste. Il gagna encore Bruxelles-Spa en 1893 et Paris-Dinant en 1894 mais, grisé, allant de déchéance en déchéance, sa carrière s'acheva là et il disparut du milieu cycliste. Oublié, il décéda en 1911, à 45 ans, dans l'asile d'aliénés de Froidmont (à proximité de Tournai) dans lequel il était interné à la suite d'une tentative de suicide.

## Palmarès
- 1893
  - Paris-Bruxelles
  - Bruxelles-Spa
- 1894
  - Paris-Dinant